# ジェイク・ホートン
ジェイク・ホートン（Jake Horton、1994年11月19日 - ）は、アメリカ合衆国ミネソタ州オークデール出身のプロアイスホッケー選手。ポジションはセンター。

## 経歴
過去に母国アメリカ合衆国の他に、デンマーク、フランスでのプレーがある。
2023年12月5日のシーズン途中にアジアリーグアイスホッケーの横浜GRITSに入団した。日本に入国して3日目には、本拠地の横浜市で開催となった第91回全日本アイスホッケー選手権大会に先発出場している。オフの2024年5月23日に退団した。